# Franz Boas
Franz Boas (født 9. juli 1858 i Minden i Westfalen, død 21. december 1942 i New York City) var en tysk-amerikansk antropolog og lingvist - oprindeligt uddannet i geografi. Boas levede det meste af sit liv i USA. Han betragtes som den første etnografiske feltarbejder i moderne forstand, og som grundlæggeren af Antropologien som disciplin i USA. Blandt hans mange elever var lingvisten Edward Sapir og antropologerne Alfred Kroeber, Margaret Mead og Ruth Benedict.

## Liv og gerning
Han studerede naturhistorie i Heidelberg, Bonn og Kiel og gav sig tillige af med fysiske studier. I 1883 overtog han bestyrelsen af den tyske meteorologiske station i Baffin Island og fik her samtidig lejlighed til indgående eskimostudier, hvoraf resultatet er nedlagt i The central Eskimo (Washington 1888). I 1885 blev han privatdocent ved Universitetet i Berlin, men drog allerede 1886 til Amerika, hvor han i de følgende år foretog flere rejser til Nordamerikas nordvestkyst og hjembragte et stort antropologisk, etnografisk og sprogligt materiale fra nordvestindianerne. I 1889 blev Boas professor i antropologi ved det nyoprettede Clark-Universitetet i Worcester i Massachusetts. I 1893 ordnede han den antropologiske afdeling af Verdensudstillingen i Chicago. Efter endnu en rejse til Nordvestkysten og Alaska blev Boas 1895 kaldet til det naturhistoriske museum i New York og ansattes året efter ved Clark-Universitetet, hvor han 1900 blev ordinær professor.
Boas har store fortjenester af den moderne etnografi og antropologi i Amerika, som han i flere ´henseender har ledet i et rationelt spor, og hans talrige arbejder over eskimoiske og nordvestindianske emner hører til de bedste, der er skrevne om amerikanske folkeforhold. I mellemkrigstiden var Boas den videnskabelige leder af den såkaldte Jesup-ekspedition, der ved lokale undersøgelser og sammenlignende etnografiske studier søgte at klarlægge slægtskabsforholdet mellem Nordvestamerikas og Nordøstasiens folkestammer.